# 科羅溫島
科羅溫島（英語：Korovin Island）是美國的島嶼，屬於舒馬金群島的一部分，位於阿拉斯加半島以南，由東阿留申自治市鎮負責管轄，面積68平方公里，最高點海拔高度554米，島上無人居住。